# Hans Friedrich Wohlert
Hans Friedrich Wohlert (1703-18. Nov. 1779) var en dansk Kirurg. 
Han er født
i Kiel 29. Sept. 1703; kom tidlig til Kjøbenhavn, hvor han uddannedes
som Svend hos den ansete Operatør Henning Ditlev Claussen
og fungerede som Kirurg ved Hestgarden. I sidste Halvdel
af Trediverne foretog han en længere Studierejse, først til Berlin
- hvortil han ankom med Sikkerhedspas, for at han ikke ved
sin usædvanlige Legemshøjde skulde blive stukket ind i Preusserkongens
Garde – der fra til London og Paris. Ikke blot synes
han paa Rejsen at have studeret grundig, men han henledede
ogsaa i Paris den videnskabelige kirurgiske Verdens Opmærksomhed
paa sig ved sammen med en fransk Kirurg Puthod at indgive
et dristigt Forslag til det franske kirurgiske Akademi om Foretagelse
af Exartikulation af Laarbenet. Forslaget fik vel ingen direkte
praktisk betydning – Operationen var for vovelig – men mødte
dog megen akademisk anerkendelse.
Hjemkommen 1739 underkastede han sig strax med Glans
den kirurgiske Examen ved Simon Crügers nye Theater, tog derefter Del
i Undervisningen her og blev s. A. Regimentsfeltskær ved Hestgarden.
Ved Hofkirurg Mensings Død 1747 fik han dennes Stilling,
og som Hofkirurg faldt det i hans Lod 1750 at maatte foretage
den yderst vanskelige Operation hos Dronning Louise under
dennes dødelige Sygdom (indeklemt Navlebrok i Svangerskab). I
de følgende Aar arbejdede W. med megen Iver for Oprettelsen af
Frederiks Hospital, var Medlem af den i denne Anledning nedsatte
Kommission og senere en af de tilforordnede i Direktionen,
Som Læge blev han meget anset og afholdt af høje og lave,
vandt et stort Klientel og synes ogsaa at have besiddet
Personlighedens bedste Egenskaber. Unge lovende Lægevidenskabens
Dyrkere tog han sig af med varm Interesse og Utrættelighed, tog
ogsaa virksom Del i de da opdukkende mediko-kirurgiske Disputerselskaber,
men optraadte i øvrigt ikke litterært.
1767 tog W. Afsked som Hofkirurg, i det hans efterfølger
Kølpin afstod ham en Del af Gagen i Pension, og trak
sig tilbage til et ubemærket privatiserende Liv i Slesvig. Men sit
ansete Navn bevarede han ubeskaaret, hvorom det vidner, at han
1774 indvalgtes mellem de første Æresmedlemmer i det nye
medicinske Selskab, og at han, da det omtrent samtidig var paa Tale
at trepanere Christian VII paa Grund af dennes Hjærnesvaghed,
skjønt gammel, udpegedes som den, der skulde kaldes til Kjøbenhavn
til Foretagelse af Operationen. Han var vistnok ugift.